# Никишиха
Никишиха (Никишка, устар. Микишина) — река в Читинском районе Забайкальского края, левый приток реки Ингода. Длина реки — 83 км. Площадь водосборного бассейна — 590 км².
Высота устья — 630 м над уровнем моря. Река прорезает центральную часть хребта Черского. В устье реки находится посёлок Атамановка, выше по течению — только дачи. В верховьях реки располагается Никишинский зоологический заказник. Основные виды рыб — несколько видов гольянов и хариус, реже встречаются ленок и пескарь.

## Притоки
Правые: Семиозеры, Мокрыш, Симониха, Офицерская, Солонцовая, Монетный, Глубокий Ключ, Солдатский Ключ;
Левые: Верея, Каменушка, Широкая, Ключевая.